# Jonathan España
Jonathan Joan España Santiago (Ciudad Ojeda, 13 novembre 1988) è un ex calciatore venezuelano, di ruolo difensore.

## Carriera
Ha giocato nella prima divisione dei campionati venezuelano e cipriota.

## Palmarès

### Club

#### Competizioni nazionali
- Copa Venezuela: 1

Trujillanos: 2010
- Campionato venezuelano: 2

Zamora FC: 2012-2013, 2013-2014